# Zoochoria

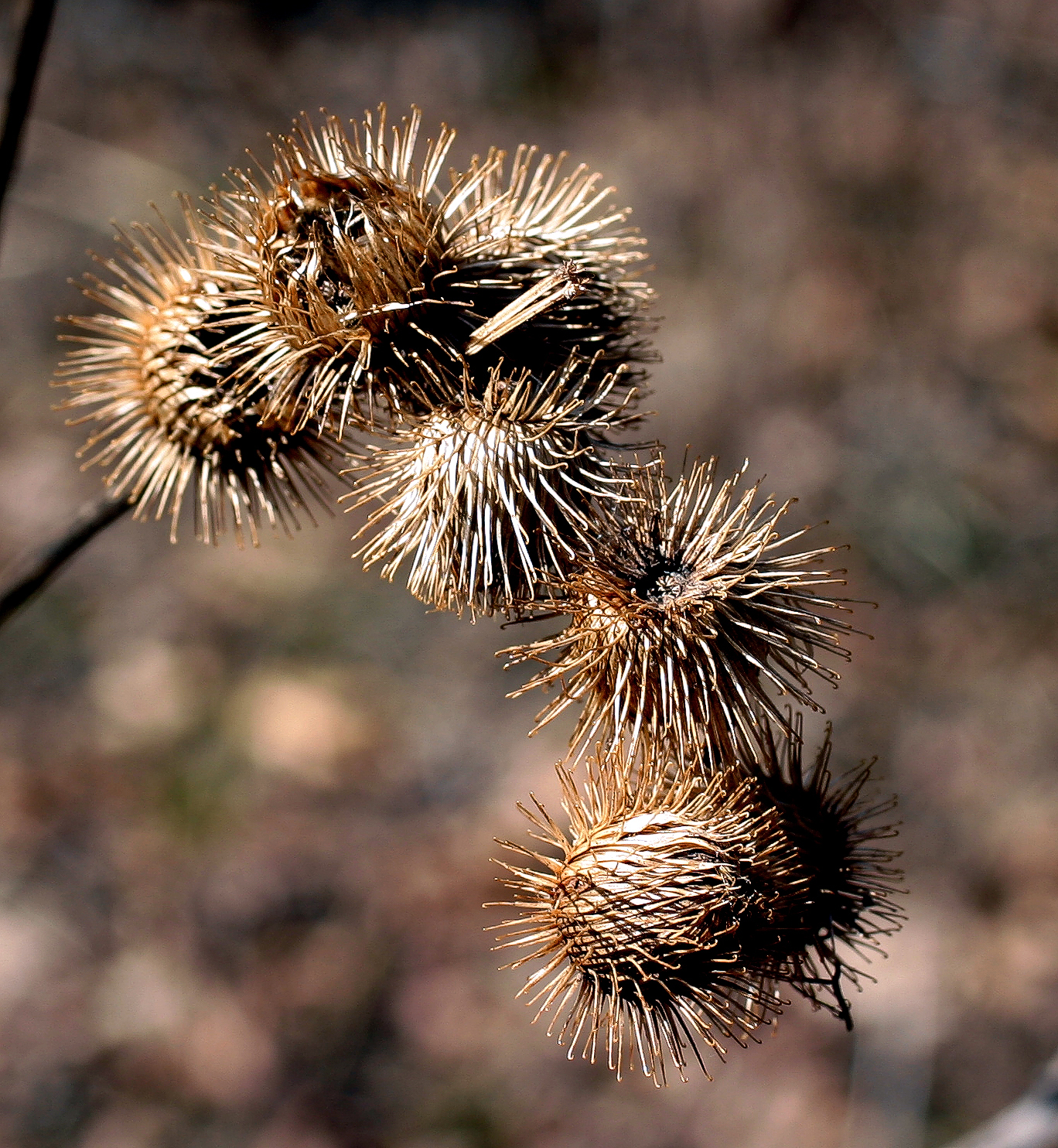
Owoce łopianu przyczepiają się do sierści zwierząt haczykowatymi łuskami okrywy

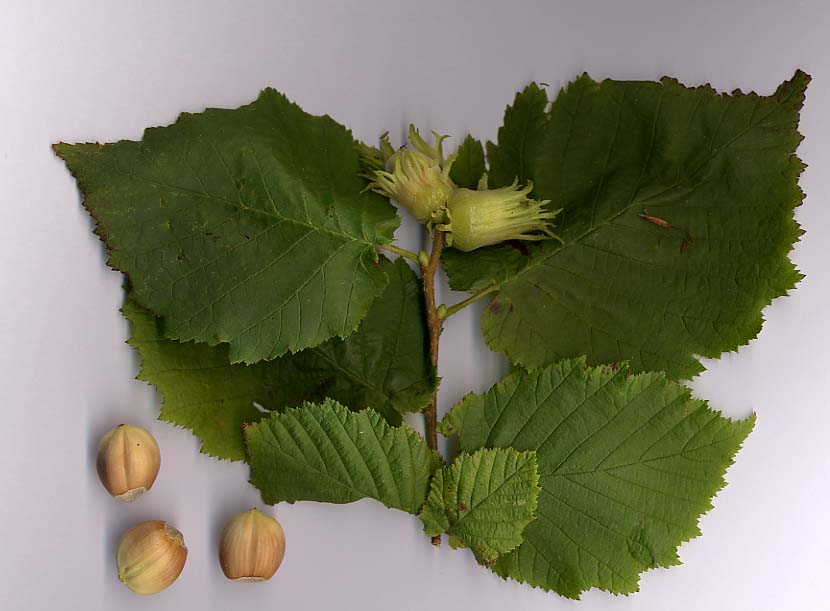
Wiewiórki rozsiewają nasiona leszczyny przez synzoochorię

Zoochoria, zwierzęcosiewność – rozprzestrzenianie diaspor roślinnych (nasion, zarodników, rozmnóżek) przez zwierzęta. Diaspory mogą być przenoszone na zewnątrz zwierzęcia, mogą być zjadane i następnie wydalane lub też są przez zwierzęta ukrywane jako zapas żywności i w miejscu ukrycia rozpoczynają swój wzrost. Rośliny rozsiewające się przez zoochorię mają szczególne przystosowania do takiego sposobu rozsiewania, np. nasiona zaopatrzone w haczyki przyczepiające je do sierści zwierząt, specjalne ciałka (elajosomy) zachęcające mrówki do zabierania nasion albo jadalne części owocu.

## Rodzaje zoochorii
W zależności od sposobu przenoszenia diaspor przez zwierzęta wyróżnia się:
- ektozoochorię, epizoochorię, epichorię – przenoszenie przez zewnętrzne części ciała zwierzęcia; diaspory mogą być przyczepione np. do sierści, piór, śluzu pokrywającego ciało itp.;
- endozoochoria, endochoria – diaspory wnikają do wnętrza ciała zwierzęcia, przeważnie do układu pokarmowego, gdy zwierzę zjada nasiona i owoce;
- synzoochorię – nasiona i owoce gromadzone są przez zwierzęta w różnych kryjówkach. W ten sposób rozsiewane są między innymi żołędzie, orzechy laskowe i orzechy włoskie; w rozsiewaniu poprzez magazynowanie uczestniczą głównie ptaki oraz mrówki; gdy diaspory są niszczone w przewodzie pokarmowym, przypadkowe upuszczanie przed spożyciem określane jest jako dyszoochoria;

W zależności od grupy zwierząt uczestniczących w przenoszeniu diaspor wyróżnia się:
- chiropterochorię – roznoszenie przez nietoperze[3];
- entomochorię – roznoszenie przez owady[4];
- myrmekochorię – roznoszenie przez mrówki[2];
- nornitochorię – roznoszenie przez ptaki[5].

Zoochoria jest jednym z rodzajów cudzosiewności (allochorii).